# Богомол Олег Вікторович
Олег Вікторович Богомол нар. 22 липня 1976, Херсон) — український футболіст, що грав на позиції нападника і півзахисника. Відомий за виступами в українських футбольних клубах різних ліг, у тому числі у складі херсонського «Кристала», у складі якого провів більш ніж 150 матчів у другій лізі, та сімферопольської «Таврії» у вищій українській лізі, грав також за «Левадію» у найвищому естонському дивізіоні.

## Кар'єра футболіста
Олег Богомол розпочав виступи на футбольних полях у аматорському клубі «Харчовик» з Білозерки. У 1994 році футболіст дебютував у складі клубу «Водник» з Херсона, який виступав у другій лізі, і протягом п'яти років був одним із основних гравців херсонської команди, яка кілька раз за цей період змінила свою назву, в атакуючій лінії, зіграв у її складі більш ніж 150 матчів лише в чемпіонаті України. На початку 2000 року Богомола запросили до складу команди вищої ліги «Таврія» з Сімферополя. У вищоліговому клубі футболіст зіграв 9 матчів у чемпіонаті, та ще 2 матчі зіграв у Кубку України. У другій половині 2000 року Олег Богомол грав у складі команди другої ліги «Титан» з Армянська. У 2001—2002 роках Богомол грав у складі естонської команди найвищого дивізіону «Левадія» з Маарду, кілька матчів зіграв за її фарм-клуб з Пярну. У другій половині 2002 року футболіст повернувся в Україну, де грав у аматорських клубах КЗЕЗО з Каховки і «Текстильник» з Херсона. Протягом 2004 року Олег Богомол грав у складі хмельницького «Поділля» спочатку в другій лізі, а після зайнятого другого місця в групі разом із командою грав уже в першій лізі. На початку 2005 року Богомол грав у друголіговій команді «Кримтеплиця», яка стала його останнім професійним клубом. Надалі Олег Богомол працював тренером у херсонській ДЮСШ, був граючим тренером аматорської команди «Темп», грав у низці аматорських клубів Херсонської та Миколаївської областей, та продовжує грати у ветеранських командах.

## Титули і досягнення
- Володар Суперкубка Естонії (1):

Левадія (Маарду): 2001